# 49698 Váchal
(49698) Váchal, denumire internațională (49698) Vachal, este un asteroid din centura principală de asteroizi.

## Descriere
49698 Váchal este un asteroid din centura principală de asteroizi. A fost descoperit pe 1 noiembrie 1999 la Observatorul Kleť de Jana Tichá și Miloš Tichý. Asteroidul prezintă o orbită caracterizată de o semiaxă mare de 2,39 ua, o excentricitate de 0,07 și o înclinație de 7,2° în raport cu ecliptica.